# 真實動漫情境體驗！2
《真實動漫情境體驗！2》是日本遊戲品牌在2020年4月24日發售的戀愛冒險類型日本成人遊戲，亦是《真實動漫情境體驗！》的續作。當中由どどめ色マヨネーズ、ねたろぅ、大氣KEN共同負責原畫，菅野一二三擔當編劇。改編自《真實動漫情境體驗！2》的OVA在2021年期間發售。
《真實動漫情境體驗！2》擁有多條劇情分支路線，每條路線皆有一系列預先設定的場景和人物互動。其主要聚焦於玩家角色瀨尾透跟女主角們的互動，並重點刻畫了角色之間的性行為。瀨尾透喜歡把自己的性幻想寫在日記上來滿足性慾，並在日常把日記隨身攜帶。某一天他在與同班同學兼學生會長鳳千景碰撞的過程中意外丟失日記，讓自己的性幻想給人發現。透以此為契機，跟故事的女主角們相繼展開性關係。
《真實動漫情境體驗！2》是在發行《真實動漫情境體驗！ H×3》後的作品。在《真實動漫情境體驗！ H×3》發行後，網上一直有要求開發團隊製作《真實動漫情境體驗！》續作的聲音。於是製作團隊決定順應玩家的意見，決定開發設定與之類近的新作。但他們在起草劇本途中發現它跟《真實動漫情境體驗！》過於類似，故改以續作形式推出。
這部作品在開售後隨即登上各大平台的美少女遊戲銷量排行榜，在美少女遊戲暨動漫相關商品銷售網站Getchu屋亦被票選為當月第3佳的美少女遊戲。之後亦在2018年度萌系遊戲大賞奪得由業內人士選出的色情系作品獎PINK金獎。評論者讚揚本作充滿實用性之餘，又帶喜劇色彩，並對劇本感到滿意。

## 遊戲系統
《真實動漫情境體驗！2》採取戀愛冒險的遊玩方式，玩家所扮演的是本作的主角瀨尾透。基本上玩家在遊玩的時候都需閱覽屏幕上所顯示的文本和聆聽遊戲發出的聲音，用以了解故事情節和人物之間的對話。文字和聲音會與人物拼合圖和背景一同出现，用以表示瀨尾在跟誰對話。玩家會在故事中遇見代替背景和人物拼合圖的计算机图形。《Real Eroge Situation! 2》擁有多條劇情分支路線，每條路線的结局皆有所不同。玩家的選擇會影響之後的劇情路線，從而影響結局。
本作角色之間的關係亦帶有一定性意味。有關場景包括。它們部分會以動畫形式顯示。玩家在某些預設的段落中須選擇行為選項。對話框的下一段文本在做出選擇前並不能夠顯示。玩家必須反覆載入選項頁面並選擇不同的選項，才能夠觀覽存於不同路線的劇情。《真實動漫情境體驗！2》擁有多個結局，其中包括隱藏結局。

## 故事
本作的主角瀨尾透喜歡把自己的性幻想寫在日記上來滿足性慾，並在日常把日記隨身攜帶。某一天他在與同班同學兼學生會長鳳千景碰撞的過程中意外丟失日記，不過卻對此不為察覺。直到回家的過程中才發現日記遺留在學校的事，於是回去尋找。他回到學校後，卻在教室前透過門窗見到千景一邊拿着自己的日記一邊自慰。這勾起了他的性慾，於是在走廊自慰。之後千景先採取行動，把他在走廊上露出陰莖的畫面給拍下來，並要他跟自己好好談一下日記的事。透因此來到千景家，並得知她是個色情漫畫家兼變態。千景後以幫助自己繪畫漫畫為由開始跟透發生性關係。千景在完事後跟透表白，透則回答說要再過多一會時間才能給予答覆。她繼以幫透實現日記上的事為條件，借走他的日記。
透以一臉疲態的身姿回到家，引來同班同學龍膽奈央的質問。在奈央的連番攻勢下，透始向之坦白千景和日記的事。奈央眼見別人快要捷足先登，於是便向透告白，並跟他表示自己能為他實現日記上的事。奈央後跟他發生性關係。奈央回家後，透的監護人雲雀有珠便向他表明自己已知悉其與他人發生性關係，及跟他討論該天發生的事，並於後來為他提供建議。透的青梅竹馬時任璃乃則於此時搬回透的家。而透對此不為意，於不知道璃乃在洗澡的情況下誤入浴室。璃乃則乘機向其表白，並主動跟他發生性關係。三名女主角在碰面後，互相爭風吃醋，並於最後決定以實現透在日記上寫的事來爭奪他的芳心。

## 角色
瀨尾透（OVA聲優：ゆうひ）
本作主人公，為人好色，若不透過寫日記來滿足性慾便不能在社會上活下去。平日住在父親朋友雲雀有珠的家兼喫茶店。
龍膽奈央（聲優：手塚りょうこ）
透的同班同學。性格開朗直率，毫不掩飾自身對主角的愛意，能夠在其睡着時偷偷潛入棉被中陪睡。她在千景向主角表白後下定決心向之表白，並與其餘兩位女主角以性和日常相處等方式互相爭奪透的芳心。
鳳千景（聲優：水野七海）
透的同班同學兼學生會長。外表美麗，在校成績優秀，但她實際上十分好色，總能夠把話題帶到性方面。此外她還是色情漫畫家，在故事一開始時苦於欠缺創作靈惑。此時她無意中發現透的日記，從中發掘不少創作靈感。
時任梨乃（聲優：伊ヶ崎綾香）
透的青梅竹馬，從過去喜歡他。喜歡隨心所欲地行事及角色扮演，同時在認識千景前便迷上了她的漫畫。與其他女主角相比，乳房相對細小，但她本人認為這樣才是自己的賣點。

## 開發
《真實動漫情境體驗！2》是在發行《真實動漫情境體驗！ H×3》後的作品。在《H×3》發行後，網上一直有要求開發團隊製作《真實動漫情境體驗！》續作的聲音。於是製作團隊決定順應玩家的意見，決定開發設定與之類近的新作。但他們在起草劇本途中發現它跟《真實動漫情境體驗！》過於類似，故改以續作形式推出。他們在製作本作時採用跟前作相近的概念，亦即混合輕快和色情兩者。此外，他們參考了玩家對《H×3》的意見，把系統改得較簡單，從而降低系統需求。
這部作品的女主角與《真實動漫情境體驗！》完全不同，其原因在於開發團隊認為新作就該用新角色，而且前作較欠擴展空間。他們原先打算讓前作的所有女主角在這部作品中皆以長大後的身姿登場，但後來僅保留個別角色。他們為本作角色加入不少反差要素，像是把角色設定成「外表清純，內裡變態」。開發團隊在本作保留了於前作負責賣蠢的八重櫻美留老師。她由有份參演多部作品的唯香負責配音。由於開發團隊跟她一直有所合作，故決定讓之在這部作品中也有一定戲份。
開發團隊在色情埸景上花了不少心思，以望有關場景跟前作相比有更多變化。不过他們还是加入了过往作品亦有的「以口含着內褲」色情場景，開發團隊表示這是他們的「傳統」。他們會為乳房大的角色分配多一些運用到乳房的色情場景，乳房相對細小的則較少以此為賣點的色情場景。開發團隊表示，他們為乳姦時的乳房表現花了不少功夫，而且本作加入了不少公開性行為及女主角在性事上扮演主動一方的場景。

## 發行
2019年12月，開設了《真實動漫情境體驗！2》的官方網站，並公開部分電腦圖形。2月14日，它在YouTube上上載了本作的預告片。2020年1月至2月期間，其於秋葉原舉辦面向已預約者的活動，向他們發放印有廣播劇下載代碼的明信片和紙巾。3月13日，Jitaku Studio發佈了本作的免費試玩版，予供公眾下載試玩。由於製作方希望本作在手機上也能試玩，故同時提供能透過网頁遊玩和需要安裝的试玩版。次月3日，它在Twitter上宣佈本作已完成製作，只餘下光碟燒錄等發行程序要跟進。
PC光碟版和完整付費下載版在4月24日發行，相容Windows 8.1/10。官方會為購入者贈送廣播劇音聲數據和主題曲光碟（後者只限實體版購入者）。部分商店亦安排了像掛毯、海報、電話卡般的特典。2021年7月，BugBug.NEWS報導指官方在YouTube上公佈了三段以本作的女主角為主題的ASMR錄音。次月26日，本作的DVDPG版開售。中英文版在2024年6月25日由Shiravune發行。

## 相關產品

### OVA
2021年2月26日和5月28日，Pink Pineapple先後發行了本作的兩卷OVA，其由太多秀太負責監製。女主角的聲優跟原作相同，瀨尾透則由配音。兩卷合共長約60分鐘。第1卷OVA初回版特典為印有本作角色的滑鼠塾，於Getchu屋、虎之穴等店鋪購入上卷的人亦有機會獲得掛毯。太多秀太表示，OVA版會在原作的基礎上進行增補。BugBug.NEWS形容其側重於各類色情場景。第1卷收錄的色情場景包括足交、股交、痴漢扮演；第2卷則有收錄69式、乳交、三人性行為。

### 自慰杯
TamaToys在2020年跟合作，推出三款以本作角色為主題的自慰杯。它們為設計者根據女主角的形象設計的。每款自慰杯都會附送收錄遊戲色情埸景的DVD。部分商店還為購入者安排立牌和鑰匙圈等特典。

## 評價

### 排名
《真實動漫情境體驗！2》在開售後登上了美少女遊戲暨動漫相關商品銷售網站Getchu屋和《BugBug》美少女遊戲銷量排行榜第3位，DMM.R18美少女遊戲下載版銷量排行榜第10位。它在Getchu屋亦被票選為當月第3佳的美少女遊戲。《BugBug》在它登上排行榜時形容其實用度很高。
Getchu屋亦在每年舉辦美少女遊戲大賞，讓用戶就去年發售的美少女遊戲在不同範疇的表現投票。《Real Eroge Situation! 2》在2020年美少女遊戲大賞中，獲得綜合部門第16位、色情部門第8名。鳳千景獲得角色部門第20位。根據《BugBug》的2020年讀者美少女遊戲人氣投票結果，這部作品亦獲得色情部門第3位。《Real Eroge Situation! 2》在2020年萌系遊戲大賞贏得由業內人士選出的色情系作品獎PINK金獎。

### 評論
為《TECH GIAN》撰寫遊戲評論的遊戲歌手和《BugBug》的皆有評論本作。兩者皆形容作品帶喜劇色彩之餘，作品本身又充滿實用性。他們認為遊戲色情場景中的繪文字能刺激其性慾，並滿意色情場景於劇情中的穿插安排。表示作品符合要求遊戲「又萌又色情」的目標。則表示除了繪文字外，女主角在色情場景中的心形眼和擬聲演出也能提高其色情度。
認為全角色都有其突出之處。女主角三人都很可愛，對遊戲最後只能選擇一個作女朋友感到可惜。她同時把奈央選為其於作品中最喜愛的角色，讚揚她的純情性格和色情場景刻畫。讚揚奈央模仿主人公想像中的辣妹的色情場景。除此之外，他对璃乃声優表示好评，認為她表現不俗，還指璃乃在為主人公強制口交前後的印象有很大反差。
表示《真實動漫情境體驗！2》的劇本和戀愛描寫皆寫得很好。滿意於故事在色情和日常上取得平衡。

## 外部連結
- 官方网站 （日語）
- 《真實動漫情境體驗！2》在視覺小說數據庫的頁面 （英文）